# Frida Leonhardsen Maanum
Frida Leonhardsen Maanum (16 luglio 1999) è una calciatrice norvegese, centrocampista dell'Arsenal e della nazionale norvegese.

## Palmarès

### Club

#### Competizioni nazionali
- Campionato svedese: 1

Linköping: 2017
- FA Women's League Cup: 2

Arsenal: 2022-2023, 2023-2024

#### Competizioni internazionali
- UEFA Women's Champions League: 1

Arsenal: 2024-2025

### Nazionale
- Algarve Cup: 1

2019